# 圣罗曼 (科多尔省)
圣罗曼（法語：Saint-Romain，法語發音：[sɛ̃ ʁɔmɛ̃]）是法国科多尔省的一个市镇，位于该省南部，属于博讷区。

## 地理
圣罗曼（46°59'59"N, 4°42'38"E）面积19.65 平方千米，位于法国勃艮第-弗朗什-孔泰大區科多尔省，该省份为法国中东部省份，北起奥布省，西接涅夫勒省和约讷省，南至索恩-卢瓦尔省，东南接汝拉省，东临上索恩省，东北部与上马恩省接壤。
与圣罗曼接壤的市镇（或旧市镇、城区）包括：蒙索和埃沙尔南、蒙泰利、欧塞迪雷斯、博比尼、屈西拉科洛讷、默卢瓦塞、沃尔奈、瓦勒蒙。

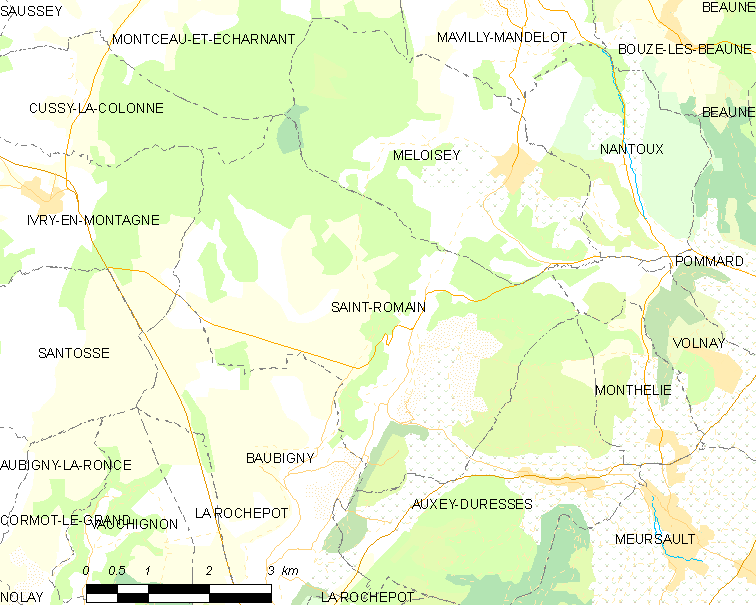
的OSM定位图

圣罗曼的时区为UTC+01:00、UTC+02:00（夏令时）。

## 行政
圣罗曼的邮政编码为21190，INSEE市镇编码为21569。

## 政治
圣罗曼所属的省级选区为拉杜瓦-塞里尼县。

## 人口

1962-2008年间人口变化图示

圣罗曼于2022年1月1日时的人口数量为200人。